# Jérémy Lopez
Pour les articles homonymes, voir Lopez.
Jérémy Lopez est un acteur français, né le 26 juin 1984 à Lyon et formé au conservatoire de Lyon puis à l'École nationale supérieure des arts et techniques du théâtre (ENSATT). Il est le 532e sociétaire de la Comédie-Française.

## Théâtre

### Comédie-Française
- Entrée à la Comédie-Française le 26 octobre 2010
- 2010 : Un fil à la patte de Georges Feydeau, mise en scène Jérôme Deschamps, Salle Richelieu, Antonio, le concierge, le militaire
- 2011 : La Critique de l'École des femmes de Molière, mise en scène Clément Hervieu-Léger, Studio-Théâtre, Galopin
- 2011 : Les Joyeuses Commères de Windsor de William Shakespeare, mise en scène Andrés Lima, Salle Richelieu, Pistolet
- 2011 : L'Opéra de quat'sous de Bertolt Brecht et Kurt Weill, mise en scène Laurent Pelly, Salle Richelieu, Jimmy et un flic
- 2011 : Ubu roi d'Alfred Jarry, mise en scène Jean-Pierre Vincent, Salle Richelieu, Ladislas, le peuple et Giron
- 2011 : La Pluie d'été de Marguerite Duras, mise en scène Emmanuel Daumas, Théâtre du Vieux-Colombier, Ernesto
- 2011 : L'École des femmes de Molière, mise en scène Jacques Lassalle, Salle Richelieu, Horace
- 2011 : Un fil à la patte de Georges Feydeau, mise en scène Jérôme Deschamps, Salle Richelieu, Antonio, le concierge, le militaire
- 2012 : Le Malade imaginaire de Molière, mise en scène Claude Stratz, Théâtre Ephémère, Cléante (en alternance)
- 2012 : Peer Gynt de Henrik Ibsen, mise en scène Éric Ruf, Grand Palais, Begriffenfeldt
- 2012 : Dom Juan de Molière, mise en scène Jean-Pierre Vincent, Théâtre Ephémère, Pierrot, Dom Alonse
- 2012 : La Critique de l'École des femmes de Molière, mise en scène Clément Hervieu-Léger, Studio-Théâtre
- 2012 : L'École des femmes de Molière, mise en scène Jacques Lassalle, Théâtre Ephémère, Horace
- 2013 : Troïlus et Cressida de William Shakespeare, mise en scène Jean-Yves Ruf, Salle Richelieu, Thersite
- 2013 : Les Trois Sœurs d'Anton Tchekhov, mise en scène Alain Françon, Salle Richelieu
- 2013 : Cabaret Boris Vian, mise en scène Serge Bagdassarian, Studio-Théâtre
- 2013 : L'anniversaire de Harold Pinter, mise en scène Claude Mouriéras, Théâtre du Vieux-Colombier, Stanley Weber
- 2013 : La Princesse au petit pois d'après Hans Christian Andersen, mise en scène Edouard Signolet, Studio-Théâtre, Le Prince
- 2014 : Le Songe d'une nuit d'été de William Shakespeare, mise en scène Muriel Mayette, Salle Richelieu, Bottom
- 2014 : L'Île des esclaves de Marivaux, mise en scène Benjamin Jungers, Studio-Théâtre, Arlequin
- 2014 : Cabaret Brassens, mise en scène Thierry Hancisse, Studio-Théâtre
- 2015 : Le Système Ribadier de Georges Feydeau, mise en scène Zabou Breitman, Théâtre du Vieux-Colombier, Thommereux
- 2015 : Vingt mille lieues sous les mers de Jules Verne, mise en scène Christian Hecq et Valérie Lesort, Théâtre du Vieux-Colombier, Conseil
- 2015 : Roméo et Juliette de William Shakespeare, mise en scène Eric Ruf, Salle Richelieu, Roméo
- 2016 : La Mer d'Edward Bond, mise en scène Alain Françon, Salle Richelieu, Willy Carson
- 2017 : La Règle du jeu d'après Jean Renoir , mise en scène Christiane Jatahy, Salle Richelieu, Robert de la chesnaye
- 2017 : La Résistible Ascension d'Arturo Ui de Bertolt Brecht, mise en scène Katharina Thalbach, Salle Richelieu, Giuseppe Gobbola
- 2017 : Lucrèce Borgia de Victor Hugo mise en scène Denis Podalydes, Théâtre d'art de Moscou, Maffio
- 2017 : Haute surveillance de Jean Genet, mise en scène Cédric Gourmelon, Studio-Théâtre
- 2019 : Le Voyage de G. Mastorna d’après Federico Fellini, mise en scène Marie Rémond, Théâtre du Vieux-Colombier
- 2019 : La Vie de Galilée de Bertolt Brecht, mise en scène Eric Ruf, Salle Richelieu
- 2019 : La Puce à l’oreille de Georges Feydeau, mise en scène Lilo Baur , Salle Richelieu, Carlos Homenides de Histangua
- 2020 : Angels in America de Tony Kushner, mise en scène Arnaud Desplechin , Salle Richelieu, Louis Ironson
- 2021 : Les Démons de Fiodor Dostoïevski, mise en scène Guy Cassiers, Salle Richelieu, Piotr Stépanovitch
- 2021 : La Cerisaie de Anton Tchekhov, mise en scène Clément Hervieu-Léger, Salle Richelieu, Trofimov, Piotr Sergueevitch
- 2022 : Les Précieuses ridicules de Molière, mise en scène Stéphane Varupenne et Sébastien Pouderoux, Théâtre du Vieux-Colombier, Mascarille
- 2024 : Les Démons de Fiodor Dostoïevski, mise en scène Guy Cassiers, Salle Richelieu
- 2024 : Le Suicidé de Nikolaï Erdman, mise en scène Stéphane Varupenne,Salle Richelieu, Semione Semionovitch Podsekalnikov
- 2025 : Bérénice de Jean Racine, mise en scène Guy Cassiers ,Théâtre du Vieux-Colombier, Titus et Antiochus

### Hors Comédie-Française
- 2009 : L'Ombre de Venceslao de Copi, mise en scène Laurent Brethome
- 2009 : Le Décalogue (Dekalogas Dialogas), mise en scène Philippe Delaigue, Olivier Maurin et Johanny Bert, Vilnius, Lituanie
- 2010 : Chœur Final de Botho Strauss, mise en scène Guillaume Levêque, ENSATT
- 2010 : La Folie Sganarelle de Molière, mise en scène Claude Buchvald, ENSATT
- 2010 : Les Aventures de Zélinda et Lindoro trilogie de Carlo Goldoni, mise en scène Jean-Pierre Vincent
- 2010 : Presque MacBeth, mise en scène Jérémy Lopez et Damien Robert, Théâtre de l'Elysée Lyon
- 2010 : Zone de Julie Rossello-Rochet, mise en scène Guillaume Fulconis, exposition universelle, Shanghai
- 2014 : In On It de Daniel MacIvor, mise en scène Enrique Díaz, le Cent Quatre
- 2014 : Les Fourberies de Scapin, mise en scène Laurent Brethome, Cie Le Menteur Volontaire, Scapin
- 2022 : Peer Gynt de Henrik Ibsen, mise en scène Angelique Clairand, Opéra de Lyon, Peer Gynt
- 2022 : Max de Stéphane Olivié Bisson, mise en scène de l’auteur , Théâtre du Rond-Point, Max Linder

## Filmographie

### Cinéma
- 2013 : À coup sûr de Delphine de Vigan : Yann Degrimont
- 2016 : Radin ! de Fred Cavayé : le père de François
- 2017 : C'est beau la vie quand on y pense de Gérard Jugnot : Sanchez
- 2018 : Le gendre de ma vie de François Desagnat : Julien
- 2020 : L'Esprit de famille d'Éric Besnard : Vincent
- 2021 : Délicieux d'Éric Besnard : Marquis de Fourvière
- 2021 : Les Tuche 4 d'Olivier Baroux : Thibaut
- 2021 : Eiffel de Martin Bourboulon : Maurice Koechlin
- 2021 : Si on chantait de Fabrice Maruca : Franck
- 2022 : Menteur d'Olivier Baroux : Jacques
- 2022 : Novembre de Cédric Jimenez : Vincent
- 2022 : Couleurs de l’incendie de Clovis Cornillac : André Delcourt
- 2024 : Louise Violet d'Éric Besnard : Rémi

### Télévision

#### Téléfilms
- 2016 : Dom Juan et Sganarelle de Vincent Macaigne : Pierrot
- 2021 : Bullit et Riper de Kad Merad et Olivier Baroux : Bronco
- 2021 : Angels - Salle Escande de Arnaud Desplechin : Louis Ironson

#### Séries télévisées
- 2015 : Filles d'aujourd'hui (saison 1) de Laurence Arné
- 2016 : Filles d'aujourd'hui (saison 2) de Laurence Arné

## Distinction
- Molières 2020 : Nomination au Molière du comédien dans un second rôle pour La Puce à l’oreille